# Jerzy Romanow (1863–1919)
Jerzy Michajłowicz Romanow (ros. Георгий Михайлович Романов; ur. 30 lipca?/11 sierpnia 1863 w Biełym Kluczu k. Tyfilisu, 30 stycznia 1919 w Piotrogrodzie) – wielki książę rosyjski, wojskowy, numizmatyk.

## Życiorys
Był wnukiem cesarza Mikołaja I, trzecim synem (czwartym dzieckiem) wielkiego księcia Michała Mikołajewicza i jego żony Olgi Fiodorowny (Cecylii Augusty Badeńskiej), córki Leopolda Badeńskiego. 30 kwietnia 1900 roku poślubił na Korfu kuzynkę Marię Grecką i Duńską, córkę Jerzego I Greckiego i Olgi Konstantynowny. Maria w Rosji nazywana była Marią Gieorgijewną. Mieli dwie córki:
- Ninę (1901–1974),
- Ksenię (1903–1965).

Był generałem-adiutantem armii rosyjskiej, pozostawał przy sztabie naczelnego dowództwa. Od 1897 roku był kierownikiem Muzeum Rosyjskiego w Petersburgu. Wchodził w skład rady Rosyjskiego Muzeum Etnograficznego, zasłużył się w jego rozwoju gromadząc środki na działalność i przekazując osobiście zebrane podczas podróży eksponaty. Jest również założycielem działu numizmatycznego w Muzeum Rosyjskim, któremu podarował bogaty zbiór zebranych przez siebie numizmatów. Był autorem pracy Русские монеты XVIII и XIX вв. Był członkiem Rosyjskiej Akademii Nauk (od 1898). W rodzinie znany był także jako utalentowany rysownik.
W 1918 roku został aresztowany i po pewnym czasie wraz z bratem Mikołajem Michajłowiczem i dwoma kuzynami osadzony w piotrogrodzkim więzieniu. O ich uwolnienie zabiegali co odważniejsi członkowie rosyjskiej inteligencji (prezydent Rosyjskiej Akademii Nauk Aleksander Karpiński, Maksym Gorki oraz znani petersburscy lekarze). Gorki uzyskał nawet od Lenina wydanie obłudnego nakazu zwolnienia zatrzymanych, lecz osadzonych wcale nie zamierzano uwolnić. 30 stycznia (pojawiają się i inne daty, w tym 24 stycznia i 28 stycznia) wszyscy zostali pośpiesznie rozstrzelani przez bolszewików twierdzy Pietropawłowskiej tak, aby nakaz nie zdążył wejść w życie.
Został zrehabilitowany w 1999 roku.

## Odznaczenia
- Order Świętego Andrzeja Apostoła Pierwszego Powołania – 30 sierpnia 1863[1],
- Order Świętego Aleksandra Newskiego – 30 sierpnia 1863,
- Order Świętej Anny – 30 sierpnia 1863,
- Order Orła Białego (Rosja) – 30 sierpnia 1863,
- Order Świętego Stanisława (Rosja) – 30 sierpnia 1863,
- Order Świętego Włodzimierza – IV klasy, 6 maja 1888,
- Order Świętego Włodzimierza – III klasy, 25 stycznia 1901,
- Order Świętego Włodzimierza – II klasy, 6 grudnia 1908,
- Złota szabla „Za dzielność” – 15 września 1915,
- Krzyż Wielki Orderu Świętego Stefana – 1884, Austro-Węgry[2]

## Galeria

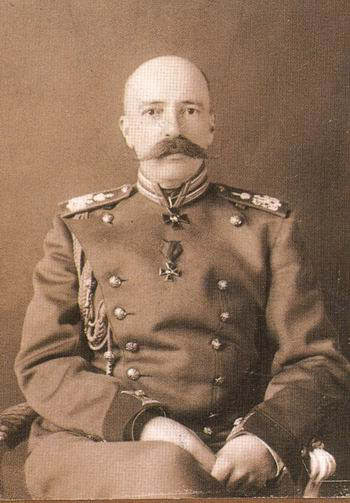
Książę Jerzy Romanow
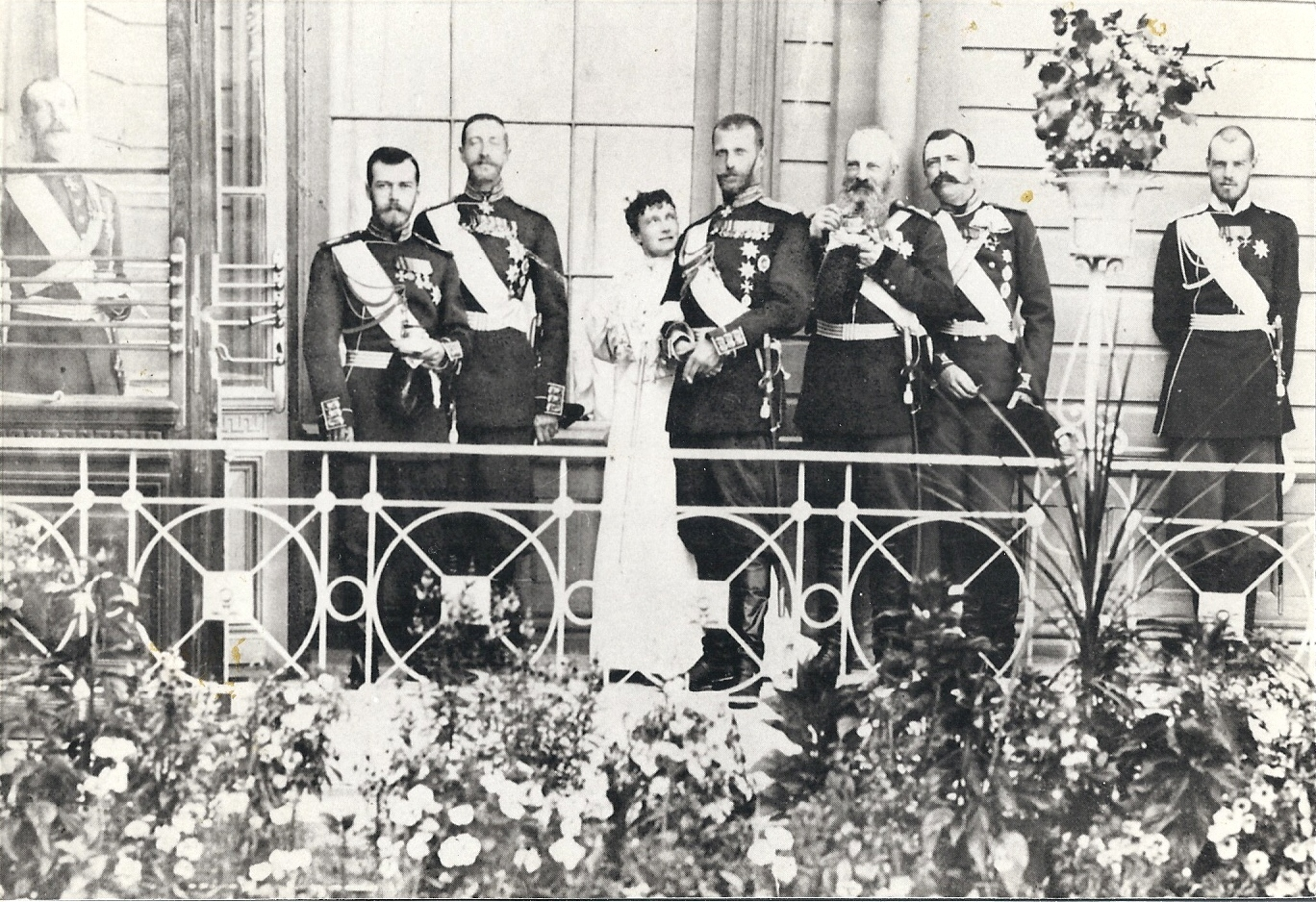
Wielki książę w otoczeniu cara Mikołaja II
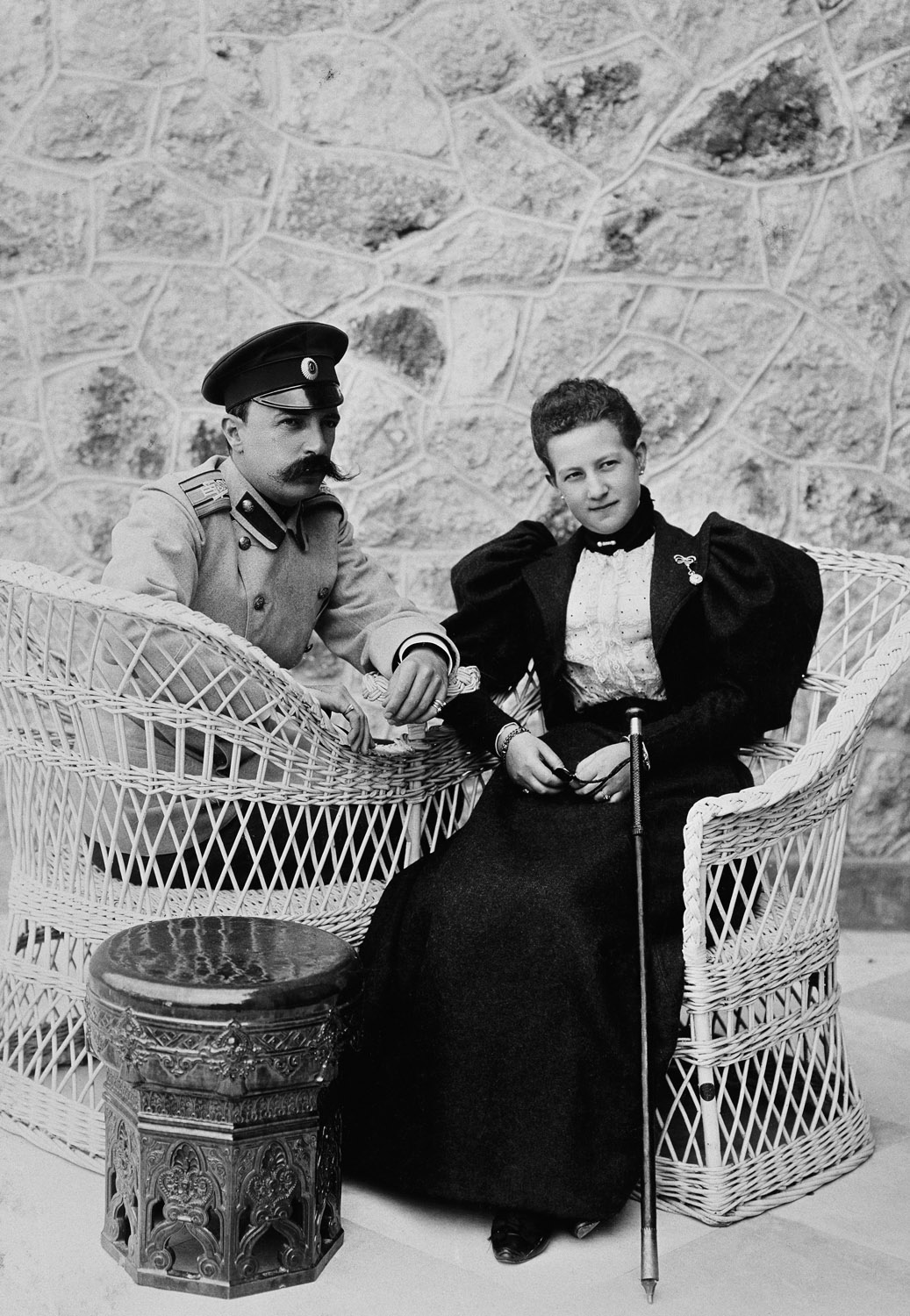
Wielki Książę z małżonką